# 若林 (世田谷區)
若林（日语：／ Wakabayashi */?）是日本東京都世田谷區的町名。現行行政地名為若林一丁目至若林五丁目。2013年9月1日的人口有18,425人。郵遞區號為154-0023。

## 地理
位於世田谷區中央。北鄰代田，東北接代澤，東臨世田谷區太子堂，南通三軒茶屋，西南連上馬，西接世田谷區世田谷，西北鄰梅丘。南北向的東京都道318號環狀七號線穿過町內。環七與東急世田谷線交差付近為同線的若林站，世田谷區役所附近有同線的松陰神社前站。環七與世田谷線的平交道若林踏切是以環七交通為優先，而非電車優先，是較為稀少的平交道型態。

## 歷史
「若林」最早出現在1401年（應永8年）調布市深大寺花光坊長弁所著的「私案抄」中。1585年（天正13年），世田谷城主吉良氏朝家臣周防上野介分得「若林分」。
江戶時代，此地為荏原郡世田谷領若林村，正保、元祿期間為千人同心志村氏封地。1672年（寛文12年），長州藩小名西三谷買下1萬8300坪的土地建造屋敷。現在若林4丁目一帶因藩主毛利氏的官位「大膳大夫」而稱為大夫山或長州山。1863年（文久3年），吉田松陰從小塚原回向院改葬長州藩屋敷內，1882年（明治15年）建立松陰神社。
1888年（明治22年）町村制施行，若林一帶為世田谷村大字。1928年（昭和3年）至1931年（昭和6年），237番地（現若林三丁目15番1）為北原白秋住所。1932年（昭和7年）改為世田谷區若林町。戰後，1966年（昭和41年）實施住居表示，成立若林一丁目至若林四丁目，1968年（昭和43年）成立若林五丁目，至今。

### 地名由來
若林在古時意為新田，但也有一說是意指開發時種植的年幼樹林。

## 設施
- 若林公園
- 世田谷稅務署
- 世田谷區立世田谷圖書館
- 國士館中學校及高等學校
- 世田谷區立世田谷中學校
- 向陽友遊會館（舊老人會館）
- 世田谷區立生涯大學 - 生涯學習設施。
- 警視廳少年中心（世田谷少年中心）
- 若林安心健壯中心
- 若林社區營造中心
- 若林區民會館
- 若林兒童館
- 世田谷保育園
- 家庭幼稚園
- 世田谷若葉幼稚園

## 史蹟
- 若林天滿宮（北野神社）
- 若林稻荷神社（福寿稲荷。天祖神社合祀）
- 松陰神社
- 北原白秋舊居碑
- 左卜全舊居跡

## 備註
1. ↑  .   [2013-09-29]. （原始内容存档于2014-07-19）.

## 外部連結
- 世田谷區若林町會 （页面存档备份，存于）
- 世田谷區町會總連合會內-若林町會 （页面存档备份，存于）
- 世田谷區官方網站

※代澤為道路上一點。